# Hors jeu
Hors jeu è un film del 1998 diretto da Karim Dridi.
Ha vinto il Pardo per la miglior interpretazione femminile al Festival di Locarno 1998.